# Serie Mundial de Rugby 7 2016-17
La Serie Mundial Masculina de Rugby 7 2016-17 fue la 18.ª temporada del circuito de selecciones nacionales masculinas de rugby 7. El ganador de la pasada temporada fue Fiyi. Es la primera vez que una selección que no sea Nueva Zelanda consigue dos títulos consecutivos.
La Serie Mundial clasificó a cuatro equipos a la Copa del Mundo de Rugby 7 de 2018, sumándose al país anfitrión y a los ocho mejores equipos de la Copa del Mundo de 2013.
Sudáfrica ganadora de 5 de los 10 eventos de la temporada se consagró campeona de la serie 2016-17. En segundo lugar finalizó Inglaterra.
Escocia, Canadá, Samoa y Argentina aseguraron sus lugares en el mundial de San Francisco en julio del año próximo a partir de sus posiciones finales en el HSBC World Rugby Sevens Series.

## Equipos
15 equipos tienen estatus permanente:
| América - Argentina - Canadá - Estados Unidos Europa - Inglaterra - Francia - Rusia - Escocia - Gales | África - Sudáfrica - Kenia Oceanía - Australia - Fiyi - Japón - Nueva Zelanda - Samoa |

Japón ganó el torneo clasificatorio de Hong Kong 2016 y obtuvo estatus permanente, mientras que Portugal descendió de categoría.

## Formato
Cada torneo se disputa en un fin de semana, a lo largo de dos o tres días. Participan 16 equipos: los 15 de estatus permanente, conocidos como Core teams y un equipo invitado.
Se dividen en cuatro grupos de cuatro equipos, cada grupo se resuelve con el sistema de todos contra todos a una sola ronda; la victoria otorga 3 puntos, el empate 2 y l derrota 1 punto.
Los dos equipos con más puntos en cada grupo avanzan a cuartos de final de la Copa de Oro. Los cuatro ganadores avanzan a semifinales de la Copa de Oro, y los cuatro perdedores a semifinales de la Copa de Plata.
Los dos equipos con menos puntos en cada grupo avanzan a cuartos de final de la Copa de Bronce. Los cuatro ganadores avanzan a semifinales de la Copa de Bronce, y los cuatro perdedores a semifinales de la Copa Shield.

## Calendario
La temporada 2016-17 mantendrá el mismo calendario que el de la temporada anterior, comenzando en Dubái el 2 y 3 de diciembre, visitando diez ciudades en los cinco continentes concluyendo en Londres el 20 y 21 de mayo. Los torneos de Dubái, Australia y Estados Unidos se juegan simultáneamente en las ramas masculina y femenina.
| Torneo         | Estadio                      | Ciudad          | Fecha              |
| -------------- | ---------------------------- | --------------- | ------------------ |
| Dubái          | The Sevens                   | Dubái           | 2-3 de diciembre   |
| Sudáfrica      | Estadio de Ciudad del Cabo   | Ciudad del Cabo | 10-11 de diciembre |
| Nueva Zelanda  | Estadio Westpac              | Wellington      | 28-29 de enero     |
| Australia      | Sydney Football Stadium      | Sídney          | 4-5 de febrero     |
| Estados Unidos | Estadio Sam Boyd             | Las Vegas       | 3-5 de marzo       |
| Canadá         | Estadio BC Place             | Vancouver       | 11-12 de marzo     |
| Hong Kong      | Estadio Hong Kong            | Hong Kong       | 7-9 de abril       |
| Singapur       | Estadio Nacional de Singapur | Singapur        | 15-16 de abril     |
| Francia        | Estadio Jean-Bouin           | París           | 12-14 de mayo      |
| Londres        | Estadio de Twickenham        | Londres         | 20-21 de mayo      |

## Torneos
| Torneo                       | Campeón    |
| ---------------------------- | ---------- |
| Seven de Dubái 2016          | Sudáfrica  |
| Seven de Sudáfrica 2016      | Inglaterra |
| Seven de Wellington 2017     | Sudáfrica  |
| Seven de Australia 2017      | Sudáfrica  |
| Seven de Estados Unidos 2017 | Sudáfrica  |
| Seven de Canadá 2017         | Inglaterra |
| Seven de Hong Kong 2017      | Fiyi       |
| Seven de Singapur 2017       | Canadá     |
| Seven de Francia 2017        | Sudáfrica  |
| Seven de Londres 2017        | Escocia    |

## Resultados
| Copa   | Ganador        | Marcador | Perdedor | Semifinalistas           |
| ------ | -------------- | -------- | -------- | ------------------------ |
| Oro    | Sudáfrica      | 26 - 14  | Fiyi     | 3º: Inglaterra 4º: Gales |
| Plata  | Australia      | 19 - 12  | Escocia  | Francia Nueva Zelanda    |
| Bronce | Estados Unidos | 28 - 14  | Samoa    | Argentina Kenia          |
| Shield | Canadá         | 20 - 17  | Uganda   | Japón Rusia              |

| Copa   | Ganador    | Marcador | Perdedor  | Semifinalistas                |
| ------ | ---------- | -------- | --------- | ----------------------------- |
| Oro    | Inglaterra | 19 - 17  | Sudáfrica | 3º: Nueva Zelanda 4º: Escocia |
| Plata  | Fiyi       | 33 - 21  | Kenia     | Gales Estados Unidos          |
| Bronce | Francia    | 19 - 7   | Argentina | Australia Rusia               |
| Shield | Canadá     | 19 - 10  | Uganda    | Japón Samoa                   |

| Copa   | Ganador   | Marcador | Perdedor      | Semifinalistas           |
| ------ | --------- | -------- | ------------- | ------------------------ |
| Oro    | Sudáfrica | 26 - 5   | Fiyi          | 3º: Escocia 4º: Canadá   |
| Plata  | Argentina | 17 - 12  | Nueva Zelanda | Inglaterra Francia       |
| Bronce | Kenia     | 19 - 17  | Australia     | Estados Unidos Gales     |
| Shield | Samoa     | 19 - 12  | Rusia         | Japón Papúa Nueva Guinea |

| Copa   | Ganador   | Marcador | Perdedor       | Semifinalistas                  |
| ------ | --------- | -------- | -------------- | ------------------------------- |
| Oro    | Sudáfrica | 29 - 14  | Inglaterra     | 3º: Nueva Zelanda 4º: Australia |
| Plata  | Fiyi      | 35 - 12  | Estados Unidos | Argentina Gales                 |
| Bronce | Rusia     | 26 - 0   | Francia        | Samoa Japón                     |
| Shield | Canadá    | 10 - 5   | Kenia          | Escocia Papúa Nueva Guinea      |

| Copa   | Ganador    | Marcador | Perdedor  | Semifinalistas                       |
| ------ | ---------- | -------- | --------- | ------------------------------------ |
| Oro    | Sudáfrica  | 19 - 12  | Fiyi      | 3º: Estados Unidos 4º: Nueva Zelanda |
| Plata  | Inglaterra | 10 - 7   | Australia | Argentina Canadá                     |
| Bronce | Kenia      | 21 - 14  | Samoa     | Francia Escocia                      |
| Shield | Gales      | 21 - 19  | Japón     | Chile Rusia                          |

| Copa   | Ganador       | Marcador | Perdedor  | Semifinalistas              |
| ------ | ------------- | -------- | --------- | --------------------------- |
| Oro    | Inglaterra    | 19 - 7   | Sudáfrica | 3º: Fiyi 4º: Estados Unidos |
| Plata  | Nueva Zelanda | 17 - 14  | Argentina | Canadá Australia            |
| Bronce | Gales         | 19 - 12  | Samoa     | Kenia Chile                 |
| Shield | Escocia       | 24 - 19  | Japón     | Francia Rusia               |

| Copa   | Ganador       | Marcador | Perdedor  | Semifinalistas                   |
| ------ | ------------- | -------- | --------- | -------------------------------- |
| Oro    | Fiyi          | 22 - 0   | Sudáfrica | 3º: Australia 4º: Estados Unidos |
| Plata  | Nueva Zelanda | 10 - 7   | Argentina | Canadá Inglaterra                |
| Bronce | Escocia       | 21 - 19  | Kenia     | Francia Rusia                    |
| Shield | Japón         | 28 - 21  | Gales     | Samoa Corea del Sur              |

| Copa   | Ganador       | Marcador | Perdedor       | Semifinalistas               |
| ------ | ------------- | -------- | -------------- | ---------------------------- |
| Oro    | Canadá        | 26 - 19  | Estados Unidos | 3º: Inglaterra 4º: Australia |
| Plata  | Nueva Zelanda | 17 - 12  | Sudáfrica      | Fiyi Kenia                   |
| Bronce | Gales         | 24 - 12  | Escocia        | Francia Samoa                |
| Shield | Argentina     | 40 - 19  | Rusia          | Hong Kong Japón              |

| Copa   | Ganador        | Marcador | Perdedor  | Semifinalistas                   |
| ------ | -------------- | -------- | --------- | -------------------------------- |
| Oro    | Sudáfrica      | 15 - 5   | Escocia   | 3º: Nueva Zelanda 4º: Inglaterra |
| Plata  | Estados Unidos | 24 - 19  | Samoa     | Fiyi Francia                     |
| Bronce | Argentina      | 33 - 12  | Australia | Canadá Gales                     |
| Shield | Japón          | 12 - 5   | Rusia     | Kenia España                     |

| Copa   | Ganador   | Marcador | Perdedor   | Semifinalistas                |
| ------ | --------- | -------- | ---------- | ----------------------------- |
| Oro    | Escocia   | 12 - 7   | Inglaterra | 3º: Canadá 4º: Estados Unidos |
| Plata  | Sudáfrica | 28 - 17  | Australia  | Nueva Zelanda Argentina       |
| Bronce | Fiyi      | 26 - 14  | Gales      | Kenia Francia                 |
| Shield | Samoa     | 24 - 19  | Rusia      | Japón España                  |

## Tabla de posiciones
Cada torneo otorga puntos de campeonato, según la siguiente escala:
- Copa de Oro: 22 puntos al campeón, 19 puntos al subcampeón, 17 puntos al tercero, 15 puntos al cuarto.
- Copa de Plata: 13 puntos al campeón, 12 puntos al subcampeón, 10 puntos a los semifinalistas.
- Copa de Bronce: 8 puntos al campeón, 7 puntos al subcampeón, 5 puntos a los semifinalistas.
- Copa Shield: 3 puntos al campeón, 2 puntos al subcampeón, 1 puntos a los semifinalistas.

| Pos | País               | UAE | RSA | NZL | AUS | USA | CAN | HKG | SIN | FRA | ENG | Puntos |
| --- | ------------------ | --- | --- | --- | --- | --- | --- | --- | --- | --- | --- | ------ |
| 1   | Sudáfrica          | 22  | 19  | 22  | 22  | 22  | 19  | 19  | 12  | 22  | 13  | 192    |
| 2   | Inglaterra         | 17  | 22  | 10  | 19  | 13  | 22  | 10  | 17  | 15  | 19  | 164    |
| 3   | Fiyi               | 19  | 13  | 19  | 13  | 19  | 17  | 22  | 10  | 10  | 8   | 150    |
| 4   | Nueva Zelanda      | 10  | 17  | 12  | 17  | 15  | 13  | 13  | 13  | 17  | 10  | 137    |
| 5   | Estados Unidos     | 8   | 10  | 5   | 12  | 17  | 15  | 15  | 19  | 13  | 15  | 129    |
| 6   | Australia          | 13  | 5   | 7   | 15  | 12  | 10  | 17  | 15  | 7   | 12  | 113    |
| 7   | Escocia            | 12  | 15  | 17  | 1   | 5   | 3   | 8   | 7   | 19  | 22  | 109    |
| 8   | Canadá             | 3   | 3   | 15  | 3   | 10  | 10  | 10  | 22  | 5   | 17  | 98     |
| 9   | Argentina          | 5   | 7   | 13  | 10  | 10  | 12  | 12  | 3   | 8   | 10  | 90     |
| 10  | Gales              | 15  | 10  | 5   | 10  | 3   | 8   | 2   | 8   | 5   | 7   | 73     |
| 11  | Francia            | 10  | 8   | 10  | 7   | 5   | 1   | 5   | 5   | 10  | 5   | 66     |
| 12  | Kenia              | 5   | 12  | 8   | 2   | 8   | 5   | 7   | 10  | 1   | 5   | 63     |
| 13  | Samoa              | 7   | 1   | 3   | 5   | 7   | 7   | 1   | 5   | 12  | 3   | 51     |
| 14  | Rusia              | 1   | 5   | 2   | 8   | 1   | 1   | 5   | 2   | 2   | 2   | 29     |
| 15  | Japón              | 1   | 1   | 1   | 5   | 2   | 2   | 3   | 1   | 3   | 1   | 20     |
| 16  | Chile              | -   | -   | -   | -   | 1   | 5   | -   | -   | -   | -   | 6      |
| 17  | Uganda             | 2   | 2   | -   | -   | -   | -   | -   | -   | -   | -   | 4      |
| 18  | Papúa Nueva Guinea | -   | -   | 1   | 1   | -   | -   | -   | -   | -   | -   | 2      |
| 21  | España             | -   | -   | -   | -   | -   | -   | -   | -   | 1   | 1   | 2      |
| 19  | Corea del Sur      | -   | -   | -   | -   | -   | -   | 1   | -   | -   | -   | 1      |
| 20  | Hong Kong          | -   | -   | -   | -   | -   | -   | -   | 1   | -   | -   | 1      |

Fuente: World Rugby
- En verde: ya confirmados para la Copa del Mundo de Rugby 7 de 2018 (país anfitrión - EE. UU.-  y los cuartos finalistas del mundial 2013) .
- En azul: los mejores cuatro no clasificados obtienen su plaza para la Copa del Mundo de Rugby 7 de 2018.
- En amarillo: equipos invitados.
- En rosado: equipo descendido.

| Bandera de Sudáfrica |
| Campeón Sudáfrica    |
| Segundo título       |

## Estadísticas

### Líderes
| Pos. | Jugador         | Tries |
| ---- | --------------- | ----- |
| 1    | Perry Baker     | 57    |
| 2    | Dan Norton      | 51    |
| 3    | Justin Douglas  | 40    |
| 4    | Seabelo Senatla | 32    |
| 5    | James Fleming   | 32    |

| Pos. | Jugador         | Puntos |
| ---- | --------------- | ------ |
| 1    | Perry Baker     | 285    |
| 2    | Ethan Davies    | 281    |
| 3    | Madison Hughes  | 279    |
| 4    | Nathan Hirayama | 269    |
| 5    | Scott Wight     | 266    |

Fuente: World Rugby

### Equipo ideal
| Forwards: - Chris Dry - Kalione Nasoko - Danny Barrett | Backs: - Jerry Tuwai - Rosko Specman - Dan Norton - Perry Baker |

Fuente: World Rugby

### Medallero
Clasificaciones de las primeras cuatro posiciones del torneo durante la serie 2016-17, por equipo:
| Copa           | Copa | Copa  | Copa   | Copa   | Copa  |
| Equipo         | Oro  | Plata | Bronce | Cuarto | Total |
| -------------- | ---- | ----- | ------ | ------ | ----- |
| Sudáfrica      | 5    | 3     | -      | -      | 8     |
| Inglaterra     | 2    | 2     | 2      | 1      | 7     |
| Fiyi           | 1    | 3     | 1      | -      | 5     |
| Escocia        | 1    | 1     | 1      | 1      | 4     |
| Canadá         | 1    | -     | 1      | 1      | 3     |
| Estados Unidos | -    | 1     | 1      | 3      | 5     |
| Nueva Zelanda  | -    | -     | 3      | 1      | 4     |
| Australia      | -    | -     | 1      | 2      | 3     |
| Gales          | -    | -     | -      | 1      | 1     |
| Totales        | 10   | 10    | 10     | 10     | 40    |